# EMC
Dell EMC — американская компания, один из крупнейших производителей систем хранения данных для организаций и связанных с ними продуктов. Основана в 1979 году, в 2016 году поглощена корпорацией Dell. Штаб-квартира располагалась в Хопкинтоне (Массачусетс). Некоторые известные продукты: сети хранения данных Symmetrix, VMAX, NAS-система Isilon, контентно-адресуемая система хранения Atmos, программно-определяемые сети хранения ScaleIO, система резервного копирования Data Domain.

## История

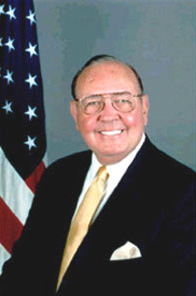
Ричард Иган, сооснователь компании

Основана в 1979 году бывшим сотрудником компании Intel Ричардом Иганом (англ. Richard J. Egan) и Роджером Марино (англ. Roger Marino) (буквы E и M в EMC). В 1981 году компания представила свой первый чип памяти для компьютеров Prime ёмкостью 64 Кб и приступила к разработке чипов для других компьютеров.
В середине 1980-х годов компания отказалась от производства памяти и сфокусировалась на создании дисковых и сетевых устройств хранения данных. В 1990 году на рынок выведена сеть хранения данных Symmetrix, разработанная командой во возглавляемой Моше Янаи, система стала ключевой в линейке компании и обеспечила взрывной рост доходов EMC в 1990-х годах. К моменту ухода Моше Янаи в 2001 году его команда разработчиков составляла несколько тысяч человек. Основные конкуренты на рынке систем хранения 2000-х годов — IBM, NetApp, Hewlett-Packard и Hitachi Data Systems. В 2000-е годы линейка продуктов значительно расширилась, кроме аппаратного обеспечения появились программные продукты.
Акции компании торговались на Нью-йоркской фондовой бирже под тикером EMC, акции компании по состоянию на 2000-е годы на 80 % принадлежали институциональным инвесторам, капитализация на февраль 2007 года составляла $32,16 млрд, численность персонала составляла около 60 тыс. человек. Выручка в 2008 году — $14,9 млрд, чистая прибыль — $1,35 млрд, инвестиции в разработку и исследования составляли около 10 % оборота компании.
12 октября 2015 года корпорация Dell подписала соглашение о приобретении компании EMC за $67 млрд, что стало самой крупной сделкой в истории ИТ-индустрии. С 7 сентября 2016 года EMC перестала быть самостоятельной компанией, став подразделением Dell под наименованием Dell EMC. По состоянию на конец 2010-х годов марка «Dell-EMC» сохранена в ряде унаследованных продуктов для корпоративного рынка.

## Слияния и поглощения
В 2003 году корпорацией за $1,7 млрд была поглощена компания Documentum — производитель одноимённой ECM-системы.
В 2004 году EMC приобрела компанию VMware, стоимость сделки составила $602 млн, к 2007 году после вывода на IPO рыночная капитализация VMware составила $10,9 млрд; по состоянию на конец 2012 года EMC владела 9 % акций VMware.
В 2006 году EMC поглотила компанию RSA Security за $2,1 млрд. В 2008 году корпорация приобрела фирму Iomega, в 2009 приобрела компанию Cyota, в 2013 году на её основе было сформировано совместное предприятие с Lenovo — LenovoEMC.
В 2013 году корпорация совместно с VMware учредила фирму GoPivotal, в которую переведены активы, связанные с продукцией для PaaS и «больших данных» (среди которых разработчик массово-параллельной СУБД Greenplum и разработчик Spring Framework, одного из дистрибутивов Hadoop и языка Groovy SpringSource).